# Svenemyrtjärnarna
Svenemyrtjärnarna är en sjö i Norsjö kommun i Västerbotten och ingår i Bureälvens huvudavrinningsområde.